# Juan Carlos Mariño
Juan Carlos Mariño Márquez (ur. 19 sierpnia 1982 w Limie) – peruwiański piłkarz występujący na pozycji pomocnika. Zawodnik klubu Cienciano.

## Kariera klubowa
Mariño zawodową karierę rozpoczynał w 2001 roku w argentyńskim zespole Lanús z Primera División Argentina. W tych rozgrywkach zadebiutował 7 kwietnia 2002 roku w przegranym 0:1 pojedynku z Belgrano. 11 maja 2002 roku w wygranym 2:0 spotkaniu z Racingiem Club strzelił pierwszego gola w Primera División Argentina. Na początku 2003 roku został wypożyczony do Argentinos Juniors z Primera B Nacional. Spędził tam 1,5 roku.
W połowie 2004 roku wrócił do Lanúsa, a w styczniu 2005 został wypożyczony do albańskiego Dinama Tirana. Przez pół roku w jego barwach nie rozegrał jednak żadnego spotkania. Potem wrócił do Lanúsa.
W 2006 roku Mariño podpisał kontrakt z peruwiańskim Cienciano. W tym samym roku wywalczył z nim wicemistrzostwo Peru. W trakcie sezonu 2007 odszedł do Alianzy Lima, w której grał do końca tamtego sezonu. W połowie 2007 roku przeszedł do hiszpańskiego Hérculesa z Segunda División. Pierwszy ligowy mecz zaliczył tam 1 września 2007 roku przeciwko Granadzie (3:2). W Hérculesie spędził rok.
W 2008 roku Mariño odszedł do zespołu Cádiz CF, także grającego w Segunda División B. Jednak jeszcze przed debiutem w jego barwach został wypożyczony do Cienciano. W 2009 roku podpisał kontrakt z kolumbijskim Atlético Nacional. Następnie grał w Deportivo Cali, a na początku 2010 roku został graczem peruwiańskiego Sport Boys. Zadebiutował tam 21 lutego 2010 roku w przegranym 1:3 spotkaniu rozgrywek Primera División Peruana z Colegio Nacional Iquitos. W Sport Boys grał przez pół roku.
W sierpniu 2010 roku Mariño wrócił do Cienciano.

## Kariera reprezentacyjna
W reprezentacji Peru Mariño zadebiutował 16 listopada 2006 roku w zremisowanym 1:1 towarzyskim meczu z Jamajką. W 2007 roku został powołany do kadry na Copa América. Na tamtym turnieju, zakończonym przez Peru na ćwierćfinale, zagrał w pojedynkach z Urugwajem (3:0), Wenezuelą (0:2), Boliwią (2:2) i Argentyną (0:4). W spotkaniu z Urugwajem strzelił także gola, który był jednocześnie jego pierwszym w drużynie narodowej.